# ریک اوکاسک
ریک اوکاسک (انگلیسی: Ric Ocasek; زاده ۲۳ مارس ۱۹۴۴ – درگذشته ۱۵ سپتامبر ۲۰۱۹) خواننده راک، گیتارنواز و تهیه‌کننده موسیقی اهل ایالات متحده آمریکا بود. وی بین سال‌های ۱۹۶۸ تا ۲۰۱۹ میلادی فعالیت می‌کرد.
از فیلم‌ها یا برنامه‌های تلویزیونی که وی در آن نقش داشته‌است می‌توان به اسپری مو اشاره کرد.